# Rasvumita
La rasvumita és un mineral de la classe dels sulfurs. Rep el nom del mont Rasvumtxorr, a Rússia, la seva localitat tipus.

## Característiques
La rasvumita és un sulfur de fórmula química KFe₂S₃. Cristal·litza en el sistema ortoròmbic. La seva duresa a l'escala de Mohs es troba entre 4 i 5.
Segons la classificació de Nickel-Strunz, la rasvumita pertany a «02.F - Sulfurs d'arsènic, àlcalis, sulfurs amb halurs, òxids, hidròxid, H₂O; amb alcalins (sense Cl, etc.)» juntament amb els següents minerals: caswellsilverita, schöllhornita, cronusita, chvilevaïta, orickita, pautovita i colimaïta.

## Formació i jaciments
Va ser descrita a partir de mostres obtingudes a la mina d'apatita de Kirovskii, al mont Kukisvumtxorr, i al circ Apatitovyi Tsirk, al mont Rasvumtxorr, totes dues muntanyes al massís de Khibini, a Rússia. També ha estat descrita en altres indrets del mateix país, la majoria en indrets propers a la localitat tipus, així com també n'ha estat trobada al Canadà, els Estats Unis, Noruega, Sud-àfrica i l'Antàrtida.